# Clemente Marchionna
Clemente Marchionna (Castel di Sangro, 23 novembre 1824 – Roma, 22 marzo 1902) è stato un militare e politico italiano.

## Biografia
Fu il primogenito dei coniugi Sebastiano Marchionna e Preziosa Gasbarro, proprietari di una locanda gastronomica in Piazza Plebiscito, all'epoca Piazza dei Canapini, a Castel di Sangro.
Nel 1842, compiuti da poco 18 anni, lasciò la bottega di falegname in cui lavorava per entrare nell'esercito borbonico. Terminò la carriera militare nel 1875 quando, congedato con il grado di Maggiore dei carabinieri nell'esercito del Regno d'Italia, tornò nella città natale dove divenne sindaco solo pochi mesi più tardi. Della sua amministrazione, faceva parte anche il famoso pittore Teofilo Patini.

### L'operato di Marchionna
Marchionna fu un sindaco vicino alla povertà della civiltà contadina. Tra i suoi primi atti rivendicò per il comune la proprietà dell'ex convento dei Domenicani, sede del municipio e rimasto per anni abbandonato. Nel 1878, iniziò l'opera di arginamento del fiume Sangro. All'opera parteciparono tutti i cittadini abili, riuscendo a contrastare i continui allagamenti che bloccavano quella che attualmente è la Strada Statale 17, e la vita lavorativa dei cittadini. Si occupò di svariati rimboschimenti, favorendo l'industria del legno. Iniziò l'industria dei vimini, si occupò degli indigenti e creò mense gratuite gestite dalle suore per i bambini più poveri.
Alla fine di settembre del 1893, dieci giorni di piogge intense portarono alla rottura delle cloache. Giunse il colera a Castel di Sangro, e l'amministrazione comunale fu costretta a imbiancare le strade, le case, i vicoli, ecc. I sessanta morti gettati in un cimitero attrezzato rapidamente segnarono la coscienza di Marchionna, il quale decise di migliorare drasticamente le condizioni igienico-sanitarie del centro abitato. Fu così che venne realizzato il primo acquedotto, proveniente dalla sorgente di fonte Maiuro come l'antico acquedotto romano ormai distrutto da secoli. Venne portata l'acqua nelle case, e furono realizzate numerose fontane pubbliche tra cui la monumentale di Piazza Plebiscito. Per la grande capacità gestionale nel fronteggiare questa emergenza, il Regno d'Italia nel 1886 insignì Marchionna della medaglia di bronzo per i benemeriti della salute pubblica.

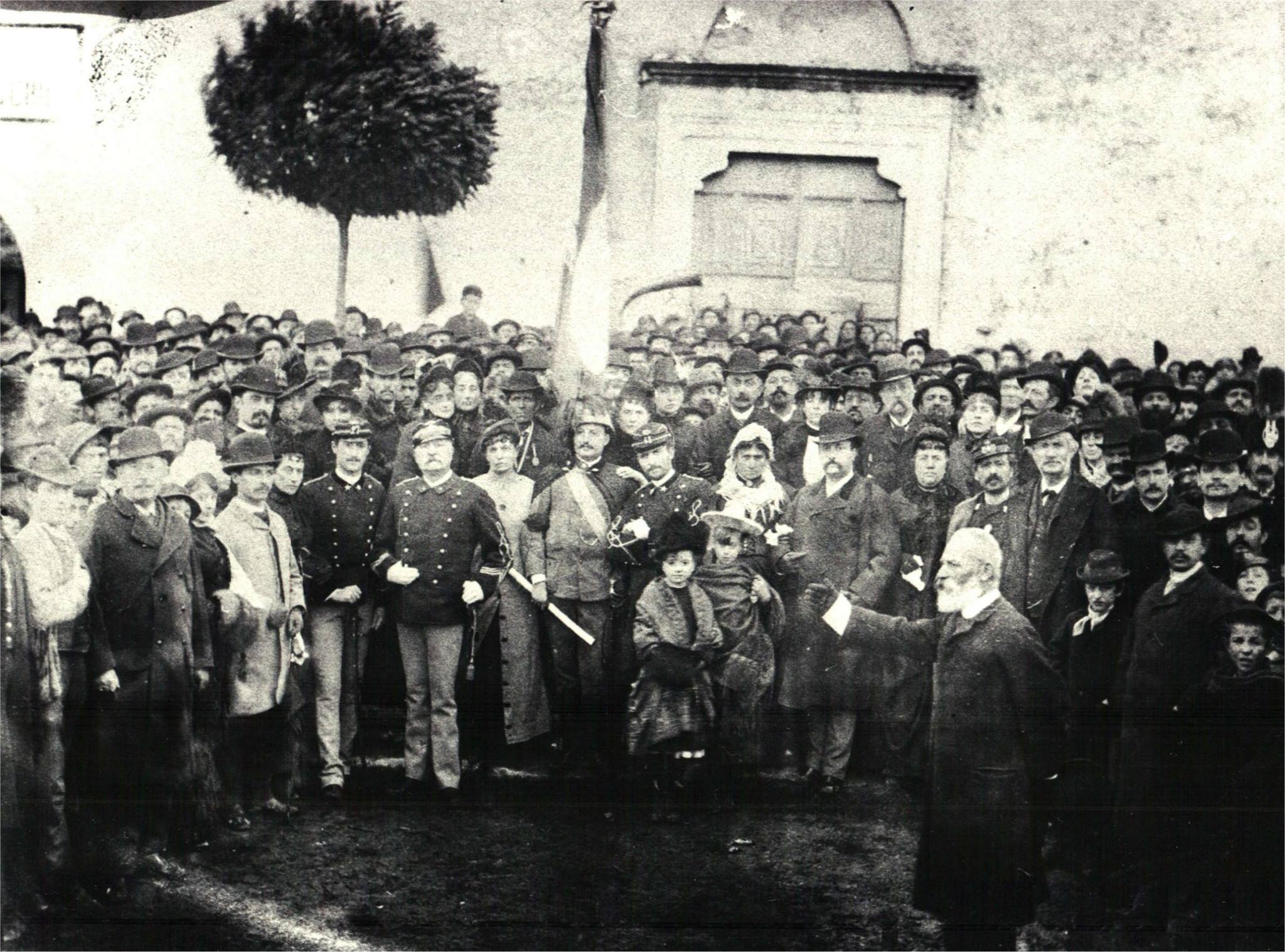
Marchionna consegna l'onorificenza a Luigi De Amicis in partenza per la guerra di Abissinia, nel 1895

In breve tempo, le obsolete lampade a olio vennero sostituite da una moderna rete pubblica di illuminazione elettrica. Nel frattempo, venne ricreata da zero la rete viaria, lastricate le strade e il comune si rese favorevole al passaggio della Ferrovia Sulmona - Carpinone. Anche grazie a questo, nel 1897 la disoccupazione a Castel di Sangro era pressoché inesistente. Grazie alla ferrovia, Marchionna raccolse i frutti dell'aver precedentemente riorganizzato l'apparato frumentario esistente nella città. Presto si diede parere favorevole alla costruzione di una seconda ferrovia, l'Adriatico Sangritana, con capolinea a Castel di Sangro e fornendo sviluppo economico e sociale per i successivi trent'anni.
Nel 1898 ci fu un altro grande evento per Marchionna. Egli diede infatti ordine di raggruppare tutti i reperti archeologici rinvenuti nella zona, fondando un museo che avrebbe avuto nei decenni a seguire un'elevata importanza storica: il Museo civico Aufidenate.
Rimase in carica per ben 23 anni, divenendo uno dei sindaci più longevi e virtuosi d'Abruzzo. Il suo operato valse al comune la medaglia d'oro dal Ministero dell'agricoltura, dell'industria e del commercio. Lasciò la carica di sindaco nel settembre del 1899, a 75 anni.

### Il funerale
Il 5 marzo 1902, a seguito di un attacco apoplettico, fu ricoverato all'ospedale del Celio. Dopo 17 giorni di agonia, morì il 22 marzo dello stesso anno. Le sue ultime parole furono l'apoteosi della vita di un gentiluomo: «Ai miei parenti non posso, per la mia povertà, lasciare un duraturo ricordo. Tranne la mia onorabilità di cui al paese e al municipio resterà memoria. Continuate l'opera mia, amate la nostra Castel di Sangro».
Un battaglione di seicento uomini accompagnò la salma all'ultima dimora. Il carro di prima classe, ad otto colonne, era ricoperto di fiori. Al di sopra, si vedevano la sua tunica di colonnello, la sciarpa e la sua sciabola, nonché il chepì col pennacchiotto da comandante di reggimento. Il corteo, sotto la direzione di un colonnello, si mosse dall'ospedale composto da una fanfara con tamburi, comandante del reggimento seguito da tre compagnie in ordine chiuso di plotone con bandiera; un carro fiancheggiato da un plotone di soldati, con i cordoni mantenuti da quattro colonnelli di diverse armi insieme al sig. Sagna e al commendatore Antonio Fiocca, quali rappresentanti la famiglia e la città.